# Brad Delson
Bradford Phillip Delson (sinh ngày 1 tháng 12 năm 1977) là một nhạc sĩ và nhà sản xuất nhạc người Mỹ, được biết đến với vai trò là tay guitar chính cũng như một trong những thành viên sáng lập của ban nhạc rock từ Mỹ là Linkin Park.

## Thiếu thời
Brad Delson theo học trường cao học Agoura ở Agoura Hills, một vùng ngoại ô giàu có của Los Angeles, cùng với người bạn thời thơ ấu cũng như cùng nhóm Linkin Park là Mike Shinoda. Ông đã chơi cho nhiều ban nhạc khác nhau trong suốt thời gian cao học, đáng chú ý nhất là Relative Degree, tại đó ông đã gặp và hợp tác với tay trống Rob Bourdon. Mục tiêu của Relative Degree chỉ đơn giản là chơi một buổi diễn, và sau khi đạt được mục tiêu đó, họ đã giải tán.
Sau khi tốt nghiệp vào năm 1995, Delson, Shinoda và Bourdon thành lập Xero, sau này trở thành tiền thân của Linkin Park. Delson nhập học trường Đại học California tại Los Angeles (UCLA) vào năm 1995. Ông nhập học nhờ Học bổng của Regents cho bằng Cử nhân Nghệ thuật về Nghiên cứu Truyền thông chuyên ngành Kinh doanh và Quản trị. Ông ở chung phòng ký túc xá với Dave Farrell, bạn cùng nhóm nhạc tương lai của Linkin Park, trong vòng 3 năm học ở trường. Delson cũng có cơ hội thực tập với một thành viên của ngành công nghiệp âm nhạc trong quá trình học và sau này đã làm việc cho Jeff Blue, một đại diện A&R của Warner Bros. Records. Jeff Blue là người đã đưa ra những đóng góp mang tính xây dựng cho các bản demo của Xero, chúng được trích từ băng mẫu 4 bài hát có tên Xero, và được phát hành vào năm 1996. Blue sau đó đã giới thiệu Chester Bennington, người sẽ trở thành giọng ca chính của Linkin Park, với phần còn lại của ban nhạc.
Sau khi tốt nghiệp với danh hiệu summa cum laude (có nghĩa là "với lời khen ngợi cao nhất", thường được trao cho những sinh viên tốt nghiệp trong top 1%, 2% hoặc 5% trong khóa) và Phi Beta Kappa từ trường UCLA vào năm 1999, Delson quyết định từ bỏ trường luật để theo đuổi sự nghiệp âm nhạc với Linkin Park.

### Linkin Park
Năm 1999, ban nhạc của Delson (Xero) đã thay thế cựu ca sĩ chính Mark Wakefield bằng Chester Bennington, người gốc Arizona, và đổi tên nhóm thành Hybrid Theory. Không lâu sau, Delson, cùng với Shinoda, đã sản xuất một đĩa EP gồm sáu ca khúc cùng tên với ban nhạc, phân phối nó lên các trang web trực tuyến và thu hút cho ban nhạc nhóm người hâm mộ của riêng mình. Đến năm 2000, sau một lần đổi tên ban nhạc nữa, Linkin Park đã được Warner Bros. Records ký kết hợp đồng.
Vào ngày 24 tháng 10 năm 2000, Linkin Park đã phát hành đĩa Hybrid Theory thành công rực rỡ. Trong năm tiếp theo, Delson đã giúp sản xuất album remix Reanimation (2002), và bổ sung chất sáng tạo của riêng ông vào phiên bản phối lại của bài "Pushing Me Away" ("P5hng Me A*wy").
Sau Reanimation, Delson đóng vai trò quan trọng trong việc sản xuất album phòng thu thứ hai của Linkin Park, Meteora (2003). Album có những đoạn guitar nặng hơn so với Hybrid Theory.
Linkin Park phát hành album phòng thu thứ 3 là Minutes to Midnight vào ngày 15 tháng 5 năm 2007 tại Hoa Kỳ. Đối với album này, ban nhạc đã thoát khỏi phong cách nu metal mà họ đã hoàn thiện trong Hybrid Theory và Meteora, để phát triển một âm hưởng hoàn toàn mới. Đối với Delson, điều này có nghĩa là ông thử nghiệm với các loại guitar và amply khác nhau, cả mới và cổ điển. Điều đó cũng có nghĩa là ông cần chấp nhận việc độc tấu guitar dù ông không thích, điều đó được thể hiện trong các bản nhạc "What I'm Done", "In Pieces" và "The Little Things Give You Away".
Trong khi ban nhạc đang sắp xếp bài hát "The Little Things Give You Away", Delson đã thử nghiệm với E-Bow, rồi tạo ra một bài hát có tên "Ebow Idea", sau đó trở thành "No More Sorrow". Người nghe cũng có thể nghe thấy tiếng ông đang leng keng cùm chìa khóa của mình trong "Given Up", một ý tưởng mà ông được ghi nhận trong tập sách album, cũng như nhiều đoạn tiếng vỗ tay. Ông cũng đã chơi piano trong một số chương trình trực tiếp cho bài hát "Hands Held High".
Brad cũng đã bổ sung thêm chất sáng tạo của riêng mình vào bài "New Divide", ca khúc do Linkin Park sáng tác và biểu diễn cho Transformers: Bại binh phục hận - The Album năm 2009. Đây cũng là đĩa đơn cuối cùng của ban nhạc trước khi cả ban nhạc tập trung lại với nhau, rời bỏ những dự án phụ để sáng tác nhạc cho album thứ tư, A Thousand Suns, phát hành vào ngày 14 tháng 9 năm 2010. Album tiếp theo của họ, Living Things, được phát hành vào ngày 26 tháng 6 năm 2012. Bài hát thứ 10 của album này, "Until It Breaks", có sự góp giọng của Brad Delson. Gần đoạn kết bài, Brad hát một phần giai điệu, đây là lần đầu tiên ông hát chính trong một đĩa hát.

## Dự án phụ
- 2002 – nay - Đại diện A&R cho Machine Shop Recordings, một hãng đĩa thuộc Warner Bros. do cả Delson và Shinoda thành lập vào năm 2002. Delson chịu trách nhiệm tìm kiếm các nghệ sĩ, chẳng hạn như Holly Brook, và ký hợp đồng với họ.
- 2006 - Sản xuất "Where'd You Go (BBB Remix)", được góp mặt trong đĩa đơn bán lẻ của đĩa đơn thứ ba "Where'd You Go" do Fort Minor sáng tác.
- 2018 - Sản xuất "Waiting for Tomorrow", có sự tham gia của Mike Shinoda trong đĩa EP Bylaw của Martin Garrix.

## Đời tư
Delson kết hôn với Elisa Boren vào tháng 9 năm 2003.
Ông là diễn giả chính tại buổi lễ khởi công trường Cao đẳng Văn thư và Khoa học thuộc trường cũ của ông UCLA vào ngày 12 tháng 6 năm 2009, tại Pauley Pavilion.
Delson đã trích dẫn rằng người có ảnh hưởng lớn nhất đến ông là ca sĩ Sebastian Bach.

## Từ thiện
- 2004 - Delson và vợ thành lập Quỹ học bổng Delson tại UCLA, hàng năm trao học bổng 4 năm cho những sinh viên xuất sắc từ Huntington Park.
- 2005 - Linkin Park thành lập Music for Relief, một tổ chức phi lợi nhuận được thành lập để hỗ trợ các nạn nhân của thảm họa thế giới và chống lại sự nóng lên toàn cầu. Kể từ khi thành lập, Music for Relief đã quyên góp được gần 3 triệu đô la, giúp đỡ các nạn nhân của trận sóng thần Nam Á, Bão Katrina và cháy rừng Nam California.
- 2005 - Đăng ký với tư cách là người ủng hộ chính thức của Little Kids Rock, một tổ chức phi lợi nhuận cung cấp nhạc cụ và hướng dẫn miễn phí cho trẻ em ở các trường công lập thiếu thốn trên khắp Hoa Kỳ. Delson đã đích thân giao nhạc cụ cho trẻ em trong chương trình và là thành viên danh dự trong ban giám đốc của tổ chức.

## Danh sách đĩa nhạc

### Với Linkin Park
- Hybrid Theory (2000)
- Meteora (2003)
- Minutes to Midnight (2007)
- A Thousand Suns (2010)
- Living Things (2012)
- The Hunting Party (2014)
- One More Light (2017)

## Phong cách trình diễn

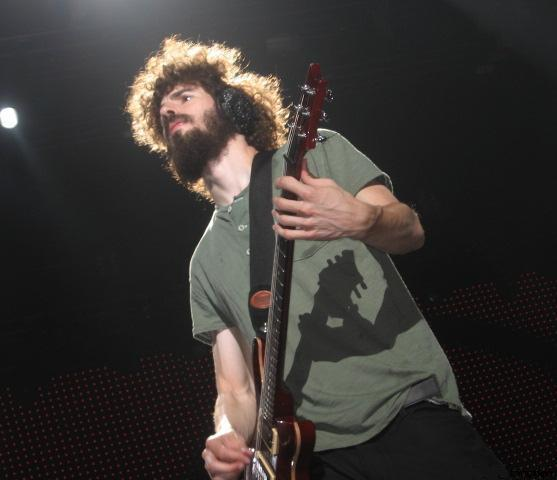
Brad Delson biểu diễn tại Trung tâm Âm nhạc Smirnoff ở Dallas, Texas vào ngày 4 tháng 8 năm 2007.

Phong cách của Delson đôi khi bị chỉ trích là quá đơn giản, thiếu phức tạp và phần lớn bị giới hạn chỉ còn những đoạn không độc tấu, không nhạc cụ, đặc biệt là trong thời Hybrid Theory và Meteora . Ông cho rằng ông "không thích thể hiện" và ông cố gắng chơi guitar của mình sao cho nghe như thể đó là bàn phím hoặc dây đàn để hòa hợp liền mạch với kết cấu nhạc hip-hop - cũng như phong cách điện tử của ban nhạc. Delson cũng cho rằng ông thích sáng tác âm nhạc của mình có cảm giác thô ráp, "nguyên sơ". Mặc dù tự nhận mình là người "phản đối nhiệt thành của phong cách độc tấu guitar," ông lại bắt đầu biểu diễn độc tấu trong thời Minutes to Midnight sau khi các bạn cùng ban nhạc khuyến khích ông. Delson biểu diễn độc tấu guitar trong các bản nhạc "What I'm Done", "In Pieces" và "The Little Things Give You Away." Delson cũng chơi nhiều bản solo trong album phòng thu thứ 6 The Hunting Party của Linkin Park.
Trong những ngày đầu của Linkin Park, tay bass thường xuyên của họ là David "Phoenix" Farrell không có mặt do các cam kết lưu diễn với Tasty Snax. Kết quả là, trong Hybrid Theory, Delson đã trám vào vị trí tay bass thu âm của họ. Đối với các chương trình trực tiếp, Brad thỉnh thoảng đổi nhạc cụ với Farrell trong "Nobody's Listening" và ông cũng chơi đàn organ trong bài hát "Hands Held High". Trong A Thousand Suns Tour, ông đã mở rộng các tiết mục trực tiếp của mình để bao gồm phần bộ gõ và giọng hát đệm, cũng như đàn organ trong "Waiting for the End" torng khi Mike Shinoda biểu diễn phần guitar đệm của bài hát. Trong chuyến lưu diễn năm 2012 quảng bá "Living Things", ông cũng chơi đàn organ trong các bài hát khác như "Burn It Down".
Delson thường biểu diễn khi đeo một cặp tai nghe nhãn hiệu Shure để bảo vệ thính lực của mình.